# Greyfriars
Greyfriars es una finca rural en Winchelsea, Sussex Oriental, Inglaterra, Reino Unido. Contiene un monasterio y una iglesia medieval en ruinas, así como una casa del siglo XIX.

## Historia
En 1242 se estableció una casa para la Orden de los Frailes Menores en la antigua ciudad de Winchelsea. El convento se trasladó a su ubicación actual en 1285, después de que la orden comprara 28 acres (11 ha) a John Bone de Wickham, en el sitio de la nueva ciudad. Se convirtió en un lugar importante a medida que Winchelsea prosperaba como puerto en la Edad Media, pero su uso disminuyó después de mediados del siglo XIV. Fue vendido durante la disolución de los monasterios en 1538, en un estado de deterioro, y se utilizó como granero durante algunos años después. Fue catalogado como monumento programado en 1915 y es uno de los mejores ejemplos supervivientes de arquitectura franciscana en Inglaterra.
Los restos que se conservan incluyen un coro de altura completa, una parte del muro este del pasillo norte y una sección del muro sur. Se añadió una puerta en el muro norte alrededor del siglo XVII. El presbiterio de la iglesia del convento, construido alrededor de 1310-1320, también ha sobrevivido parcialmente.
La casa de campo fue construida en 1819 por Richard Stileman en un estilo gótico. Sustituyó a una casa de alojamiento anterior en el mismo sitio. La casa se encuentra en el extremo sur de la ciudad, junto al convento. A finales del siglo XX, la propiedad pasó a manos del Consejo del Condado de Sussex Oriental, que la utilizó como centro de día, antes de ser vendida a manos privadas en el año 2000. En 2015, se puso a la venta por 4,5 millones de libras. Fue catalogada como edificio de Grado II en 1987.